# صياحة
الصياحة أو شاجّة (الاسم العلمي: Anhimidae) فصيلة صغيرة من الطيور، كان يُظن لفترة طويلة أنها من الدجاجيات بسبب مناقيرها الصغيرة، إلا أنها في الحقيقة تتبع رتبة الإوزيات، وهي قريبة كثيرا من الإوز الثرثار حسب تركيب المادة الوراثية (DNA)، ولهذه الفصيلة ثلاثة أنواع تعيش فقط في أمريكا الجنوبية، إذ يمتد موطنها من فنزويلا إلى شمال الأرجنتين.
تعيش الصياحات في المناطق المفتوحة والمستنقعات التي فيها نباتات، وتتغذى على النباتات المائية، ويعتبر نوع واحد من الصياحات، وهو الصياح الجنوبي، حيوانا آفة، وذلك لأنه يغزو المحاصيل الزراعية ويتنافس مع حيوانات المزارع.

## الوصف

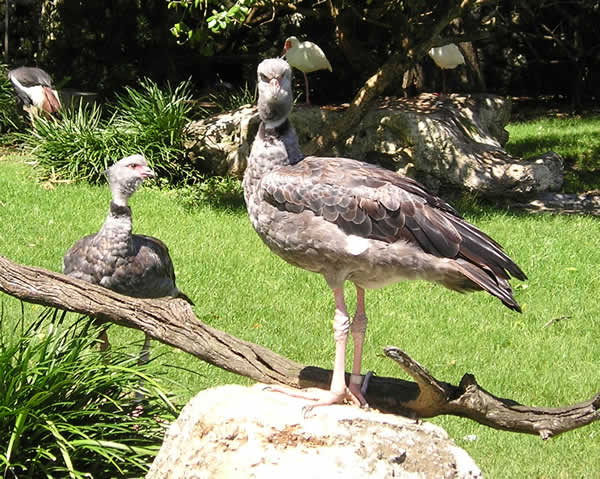
صياحات جنوبية

الصياحات طيور ضخمة الحجم، رأسها صغير وناعم، وسيقانها طويلة وأقدامها كبيرة ذات كفوف كأقدام الإوز، ولديها نتوءات كبيرة على أجنحتها تستخدما في القتال على الأزواج وأماكن الاستيطان، إذ يمكن أن تكسر هذه النتوءات داخل صدور أفراد أخرى من الصياحات، ثم تعود وتنمو من جديد. وعلى عكس البط فإن الصياحات يسقط ريشها جزئيا، كما يمكنها الطيران طيلة أيام السنة.
تضع الصياحات ما بين بيضتين إلى سبع بيضات بيضاء اللون، وعادة يكون العدد أربع بيضات أو خمسة، وتستطيع الصغار الركض في سن مبكرة جدا، أي بعد الفقس مباشرة، وهي صفة مشتركة عند معظم الإوزيات، وتُربى الصغار عادة بالقرب من الماء، وذلك لأنها تستطيع السباحة أكثر من الركض، وهذا يساعدها على تجنب المفترسات، وتقوم الصياحات بإصدار أصوات عالية إذا صادفت شيئا جديدا وأحست بالخطر أو التهديد.

## الأنواع
هناك ثلاثة أنواع تدرج تحت فصيلة الصياح وهي:
- الصياح ذو القرن، Anhima cornuta.
- الصياح الجنوبي أو الصياح ذو العرف، Chauna torquata.
- الصياح الشمالي أو الصياح أسود العنق، Chauna chavaria.